# Back in '72
| Recensione                        | Giudizio      |
| --------------------------------- | ------------- |
| AllMusic                          |               |
| Robert Christgau                  | B             |
| The New Rolling Stone Album Guide | [ 2 ]         |
| Sputnikmusic                      | 2.7 (Average) |
| Dizionario del Pop-Rock           | [ 4 ]         |
| 24.000 dischi                     | [ 5 ]         |

Back in '72 è il sesto album di Bob Seger, pubblicato dalla Palladium/Reprise Records nel gennaio del 1973.

## Tracce

### LP
Lato A
Testi e musiche di Bob Seger, eccetto dove indicato.
1. Midnight Rider – 2:38 (Gregg Allman)
2. So I Wrote You a Song – 2:55 (Bob Seger)
3. Stealer – 2:52 (Andy Fraser, Paul Rogers)
4. Rosalie – 3:15 (Bob Seger)
5. Turn the Page – 5:05 (Bob Seger)

Lato B
Testi e musiche di Bob Seger, eccetto dove indicato.
1. Back in '72 – 4:17 (Bob Seger)
2. Neon Sky – 3:31 (Bob Seger)
3. I've Been Workin' – 4:24 (Van Morrison)
4. I've Got Time – 5:57 (Bob Seger)

### CD
Edizione CD del 2008, pubblicato dalla Lost Diamonds Records (80001-2)
1. Midnight Rider – 2:44 (Gregg Allman)
2. So I Wrote You a Song – 2:42 (Bob Seger)
3. Stealer – 2:53 (Andy Fraser, Paul Rodgers)
4. Rosalie – 3:20 (Bob Seger)
5. Turn the Page – 5:09 (Bob Seger)
6. Back in '72 – 4:23 (Bob Seger)
7. Neon Sky – 3:32 (Bob Seger)
8. I've Been Workin' – 4:30 (Van Morrison)
9. I've Got Time – 5:38 (Bob Seger)
10. Persecution Smith – 3:04 (Bob Seger) – Traccia bonus
11. Chain Smokin' – 2:45 (Bob Seger) – Traccia bonus
12. Lookin' Back – 2:41 (Bob Seger) – Traccia bonus
13. Heavy Music - Part 2 – 2:51 (Bob Seger) – Traccia bonus

## Formazione
- Bob Seger - chitarra, voce solista
- Dick Sims - organo, basso a pedaliera (pedal bass), pianoforte, clavinet
- Tom Cartmell - sassofoni, flauti
- Jamie Oldaker - batteria
- Sergio Pastora - congas, timbales, tamburello
- Marci Levy - accompagnamento vocale, coro

Muscle Shoals Band
- Pete Carr - chitarra solista, chitarra slide
- Jimmy Johnson - chitarra ritmica
- Barry Beckett - organo, pianoforte, pianoforte elettrico, R.M.I.
- David Hood - basso
- Roger Hawkins - batteria

Amici
- J.J. Cale - chitarra solista (brano: Midnight Rider)
- Jack Ashford - tambourine, maracas
- Bonzo Eddie Brown - congas
- Sherrie Payne - accompagnamento vocale, coro (brano: So I Wrote You a Song)
- Bill Mueller - chitarra solista (brano: Rosalie)
- Luke Smith - accompagnamento vocale, coro (brano: Midnight Rider)
- Philip Bliss - chitarra steel solista (brano: So I Wrote You a Song)

Note aggiuntive
- Punch (Edward Andrews) e Bob Seger - produttori (per la Hideout Productions)
- Registrazioni effettuate al Paradise Studios di Tijuana (Oklahoma); al Pampa Studios di Warren (Michigan); al Muscle Shoals Sound di Sheffield, Alabama
- John LeMay - ingegnere delle registrazioni (al Paradise Studios)
- Jim Bruzzese - ingegnere delle registrazioni (al Pampa Studios)
- Jerry Masters - ingegnere delle registrazioni (al Muscle Shoals Sound)
- Mixato al Pampa Studios da Jim (Jim Bruzzese), Punch (Edward Andrews) e Bob (Bob Seger)
- Thomas Weschler - fotografie
- Thomas (Thomas Weschler), Punch (Edward Andrews), Bob (Bob Seger) e Chris Wharf - design album[6]

## Classifica
Album'
| Anno | Classifica    | Posizione raggiunta |
| ---- | ------------- | ------------------- |
| 1973 | Billboard 200 | 188                 |